# The Den (film 2013)
The Den è un film del 2013 diretto da Zachary Donohue.

## Trama
Elizabeth, una studentessa, ottiene, grazie al sostegno di una sua professoressa, una borsa di studio per studiare il comportamento psicologico degli umani che usano il social network The Den, un sito senza alcuna barriera protettiva dove chiunque, uomo, donna o bambino di qualunque nazionalità, può accedere e chattare in webcam con sconosciuti. Per sei mesi interagirà con quante più persone possibili, registrando ogni interazione con il suo computer. Dopo aver conosciuto tantissimi utenti, tra cui persone che si masturbavano, che erano in cerca di sesso oppure che desideravano semplicemente prendere in giro gli altri, stanca, va a dormire. Il PC, tuttavia, si accende da solo e si collega automaticamente al computer di un altro utente, dove una donna urla disperata. Elizabeth ne parla col ragazzo, Damien, ma non sa ancora come agire. L'utente misterioso riappare, ma senza svelarsi e usando soltanto la tastiera, tuttavia si disconnette quando qualcuno si avvicina alla ragazza.
La notte seguente, Elizabeth e Damien hanno un rapporto sessuale, ma mentre questo succede, qualcuno entra nel Pc della ragazza registrando tutto. Il mattino seguente, Elizabeth trova online l'utente misterioso, che le rivela che ha visto mentre lei e il ragazzo avevano un rapporto sessuale. Successivamente, la webcam dello sconosciuto si accende, e si vede una donna imbavagliata venire uccisa da un uomo misterioso. Elizabeth chiama subito la polizia, ma non possono aiutarla visto che la maggior parte dei video di uccisioni su internet è falsa. La ragazza decide quindi di indagare sul web con l'aiuto del suo amico Max, un esperto hacker. Il giorno dopo, Damien scompare misteriosamente, e il suo appartamento viene completamente svaligiato. Elizabeth chiede nuovamente aiuto, ma il detective non crede sia stato commesso nessun reato. Ma il ragazzo non è l'unico a sparire, anche l'amica di Elizabeth, Jenny, viene ingannata e rapita. Elizabeth viene contattata dalla sua insegnante, che l'avverte che tutto il consiglio dei docenti ha visto il video in cui lei e Damien avevano un rapporto sessuale e che la sua borsa di studio è stata sospesa.
Riguardando il video della sua ultima videochat con Damien, Elizabeth scopre che il ragazzo era seguito. Il detective, nonostante le prove, non vuole vedere la ragazza. L'uomo misterioso, mandando una richiesta alla ragazza dal profilo di Damien, riesce a inviarle un virus che cancella tutti i file del PC, comprese le prove del rapimento. Dopo una lite con Max, Elizabeth si reca da Jenny, ma capisce subito che qualcosa non va: la porta d'ingresso è aperta e l'intera casa è nel buio più totale. Trova così l'amica nella vasca da bagno, con i polsi tagliati. La prossima vittima dell'uomo misterioso è Lyn, la sorella di Elizabeth, che viene però salvata dall'intervento di quest'ultima e del detective Tisbert. Ritornata a casa, la ragazza riceve una videochiamata dove vede Tisbert venire ucciso. Trova poi il cadavere del poliziotto che la scortava nel suo appartamento e viene attaccata dall'assassino. Elizabeth riesce ad uccidere l'uomo misterioso, ma con sua grossa sorpresa ne compare un altro che la rapisce.
Elizabeth si ritrova legata a delle catene e con una webcam conficcata nel cranio. Nella camera isolata dove si è risvegliata vi è un computer. L'uomo misterioso, infatti, le ha lasciato la possibilità di osservare in diretta la morte di Max e Damien. Dopo essere riuscita a slegarsi e a lasciare la stanza dopo aver ucciso l'uomo mascherato che l'ha rapita, con enorme sorpresa scopre che non esistono soltanto due uomini misteriosi, ma vi è presente un'organizzazione che cattura persone per ucciderle in webcam. Elizabeth riesce a scappare uccidendo varie persone, ma una macchina le taglia il percorso, ricatturando il suo corpo incosciente. Elizabeth viene torturata e uccisa dai membri.
L'ultima scena, mostra un uomo iscriversi in un sito web dove vengono registrate le storie come quelle di Elizabeth, mentre sta guardando la morte di un padre e sua figlia, suo figlio lo spia dalla porta.